# 국제 인간 우주 비행의 날

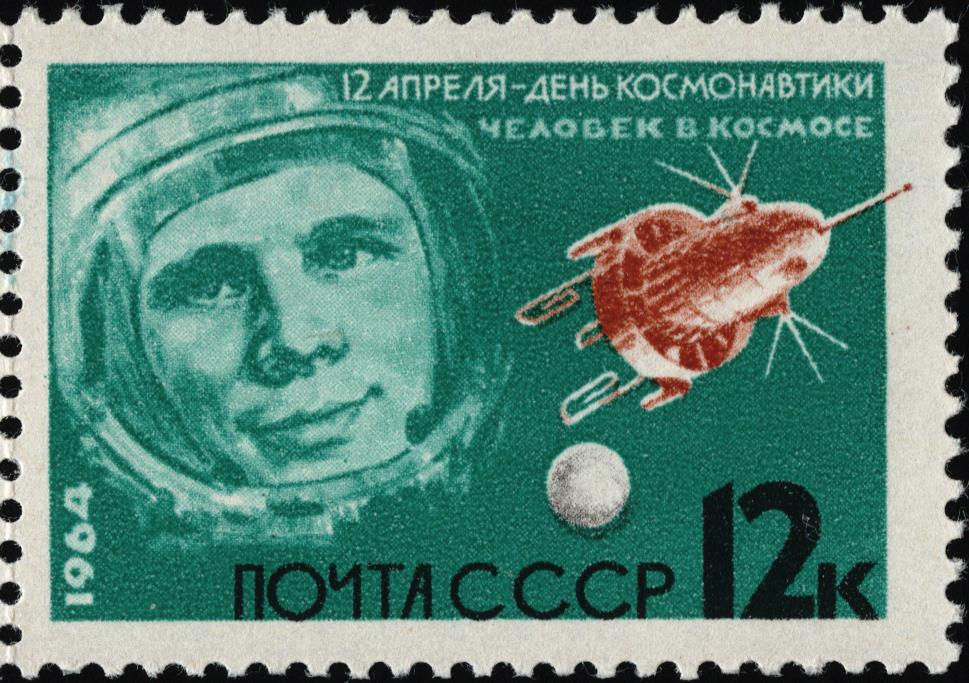
1964년 소련 우표

국제 인간 우주 비행의 날(International Day of Human Space Flight) 또는 세계 인간 우주 비행의 날은 유리 가가린(소련)의 최초의 인간 우주 비행을 기념하기 위해 매년 4월 12일에 열리는 연례 행사이다. 이는 비행 50주년을 며칠 앞둔 2011년 4월 7일 제65차 유엔 총회에서 선포되었다.
유리 가가린은 1961년 보스토크 1호 임무에 참여하여 소련 카자흐스탄의 바이코누르 우주 비행장에서 보스토크-K 로켓으로 발사된 보스토크 3KA 우주선을 타고 108분 동안 지구 주위를 한 바퀴 도는 궤도를 완료했다.
소련에서는 1963년부터 4월 12일을 우주비행술의 날로 기념하고 있으며, 러시아와 일부 구소련 국가에서는 여전히 기념하고 있다. '월드 스페이스 파티(World Space Party)'라고도 알려진 유리스 나이트는 가가린의 비행 40주년을 기념하여 2001년 미국에서 시작된 국제 행사이다.
또한 이 날짜는 인류 최초의 우주 비행이 있은 지 정확히 20년이 되는 1981년 4월 12일에 컬럼비아의 첫 번째 우주 왕복선 발사인 STS-1을 기념하는 날이다.

## 같이 보기
- 우주비행술의 날
- 유리스 나이트